# Shikokuchūō
Shikoku-Chūō (dt. „Shikoku-Mitte“; jap. 四国中央市 Shikoku-chūō-shi, „kreisfreie Stadt Shikoku-Chūō“) ist eine Stadt in der Präfektur Ehime an der Nordküste der Insel Shikoku in Japan. 

## Geographie
Shikoku-Chūō liegt östlich von Matsuyama und Niihama, und westlich von Takamatsu.

## Geschichte
Shikoku-Chūō wurde am 1. April 2004 aus der Vereinigung der Städte Iyomishima (伊予三島市, -shi) und Kawanoe (川之江市, -shi), der Gemeinde Doi (土居町, -chō), sowie dem Dorf Shingū (新宮村, -mura) des Landkreises Uma gegründet. Der Landkreis wurde daraufhin aufgelöst.

## Sehenswürdigkeiten

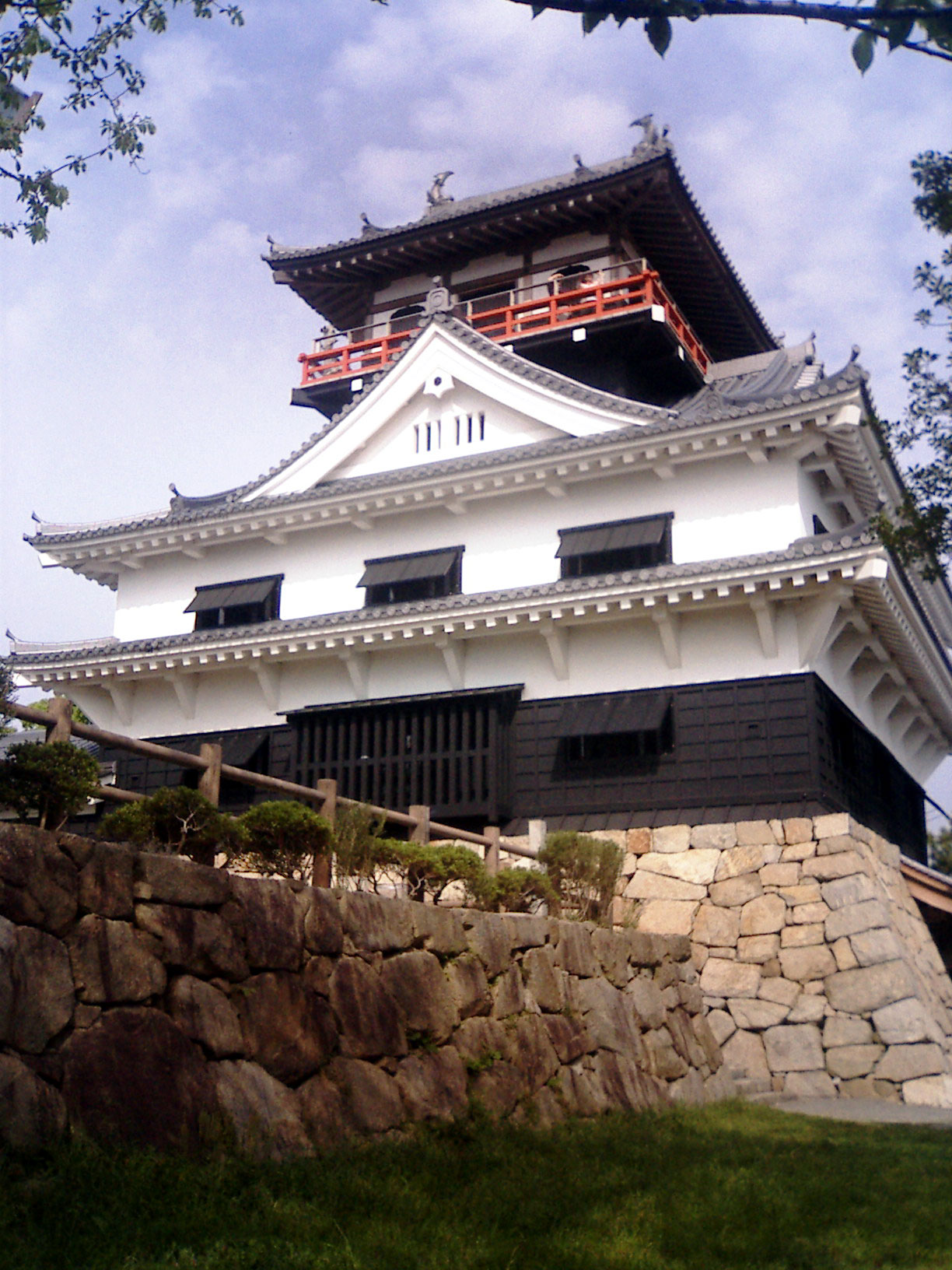
Burg Kawanoe

- Burg Kawanoe (川之江城, Kawanoe-jō)

## Städtepartnerschaften
- Xuancheng

## Verkehr
- Straße:
  - Matsuyama-Autobahn
  - Kochi-Autobahn
  - Nationalstraße 11: nach Tokushima und Matsuyama
  - Nationalstraßen 192,319
- Zug:
  - JR Yosan-Linie: nach Takamatsu oder Uwajima

## Angrenzende Städte und Gemeinden
- Niihama
- Kan’onji
- Miyoshi